# Sarah Roemer
Sarah Christine Roemer (San Diego, 28 agosto 1984) è un'attrice e modella statunitense.

## Biografia
Nata a San Diego, in California, ha iniziato la sua carriera di attrice a 15 anni. A 17 anni si trasferì a New York, lontano dalla famiglia, dove poco dopo debuttò nel ruolo di Lacey nel film di Takashi Shimizu The Grudge 2 e come co-protagonista con Shia LaBeouf in Disturbia. Tra il 2010 e il 2011 è stata co-protagonista della serie televisiva The Event.

## Vita privata
Nel gennaio 2015 Sarah Roemer e Chad Michael Murray, suo collega in Chosen, annunciano di essersi sposati l'estate precedente. La coppia ha tre figli, un maschio, nato il 31 maggio 2015, e una femmina, nata nel marzo 2017. Ad agosto 2023 è nata la loro terza figlia.

## Filmografia

### Cinema
- The Grudge 2, regia di Takashi Shimizu (2006)
- Wristcutters - Una storia d'amore (Wristcutters: A Love Story), regia di Goran Dukic (2006)
- Disturbia, regia di D.J. Caruso (2007)
- Cutlass, regia di Kate Hudson (2007) - Cortometraggio
- Asylum, regia di David R. Ellis (2008)
- Fired Up! - Ragazzi pon pon (Fired Up!), regia di Will Gluck (2009)
- Hachiko - Il tuo migliore amico (Hachiko: A Dog's Story), regia di Lasse Hallström (2009)
- Falling Up, regia di David M. Rosenthal (2009)
- Waking Madison, regia di Katherine Brooks (2010)
- L'artista della truffa (The Con Artist), regia di Risa Bramon Garcia (2010)
- Locked In, regia di Suri Krishnamma (2010)
- Survive the Game, regia di James Cullen Bressack (2021)

### Televisione
- The Event – serie TV, 22 episodi (2010-2011)
- Hawaii Five-0 - serie TV, 1 episodio (2011)
- Chosen - serie TV (2013)

## Doppiatrici italiane
Nelle versioni in italiano delle opere in cui ha recitato, Sarah Roemer è stata doppiata da:
- Francesca Manicone in Disturbia, The Event
- Sara Ferranti in The Grudge 2
- Letizia Scifoni in Fired Up! - Ragazzi pon pon
- Federica De Bortoli in Hachiko - Il tuo migliore amico
- Gaia Bolognesi in Hawaii Five-0
- Valentina De Marchi in Survive the Game